# 三浦正子
三浦 正子（みうら まさつね／まさつぐ、元文5年（1740年） - 寛政11年（1799年）11月）は、江戸時代中期の旗本。通称、嘉根吉、甚五郎。官位は従五位下伊勢守。朝比奈泰見の次男。妻は小川保則の娘。
　

## 来歴
三浦正範の末期養子となり、寛延3年（1750年）11月2日に遺跡を継ぐ。天明5年（1785年）5月12日、西城小姓組組頭となる。天明7年（1787年）10月26日、西城目付となり、同8年（1788年）10月19日に奈良奉行となり、12月1日に従五位下伊勢守に叙任される。寛政3年（1791年）12月23日、京都西町奉行に就任。町方の借家貸引下げを行う。寛政11年（1799年）在任中に没した。

## 系譜
- 父：朝比奈泰見
- 母：不詳
- 養父：三浦正範
- 妻：小川保則の娘